# Perissopmeros foraminatus
Perissopmeros foraminatus är en spindelart som först beskrevs av Butler 1929.  Perissopmeros foraminatus ingår i släktet Perissopmeros och familjen Malkaridae.
Artens utbredningsområde är Victoria, Australien. Inga underarter finns listade i Catalogue of Life.